# Leslie Law
Leslie Law (né le 5 mai 1965 à Hereford) est un cavalier anglais de concours complet de niveau international.

## Palmarès
- 2000 Médaille d'argent par équipe aux Jeux olympiques de Sydney avec Shear H2O
- 2001 Médaille d'or par équipe aux Championnats d'Europe avec Shear H2O
- 2002 Médaille de bronze par équipe aux Jeux équestres mondiaux avec Shear H2O
- 2003 Médaille d'or par équipe aux Championnats d'Europe avec Shear l'eau
- 2004 Médaille d'or individuel et médaille d'argent par équipe aux Jeux olympiques d'Athènes

Médaille d'or par équipe et 4e en individuel aux Championnats d'Europe avec Shear l'eau
Source : Badminton Horse Trials